# Пудлінгування

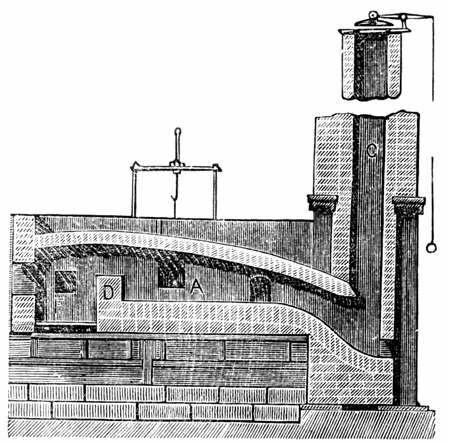
Пудлінгова піч. А — робочій простір печі, С — труба з клапаном нагорі для регулювання сили тяги, D — поріг, що відокремлює метал у робочому просторі печі від палива, F — руштави́ця (колосникова решітка), на якій знаходиться паливо — вугілля.

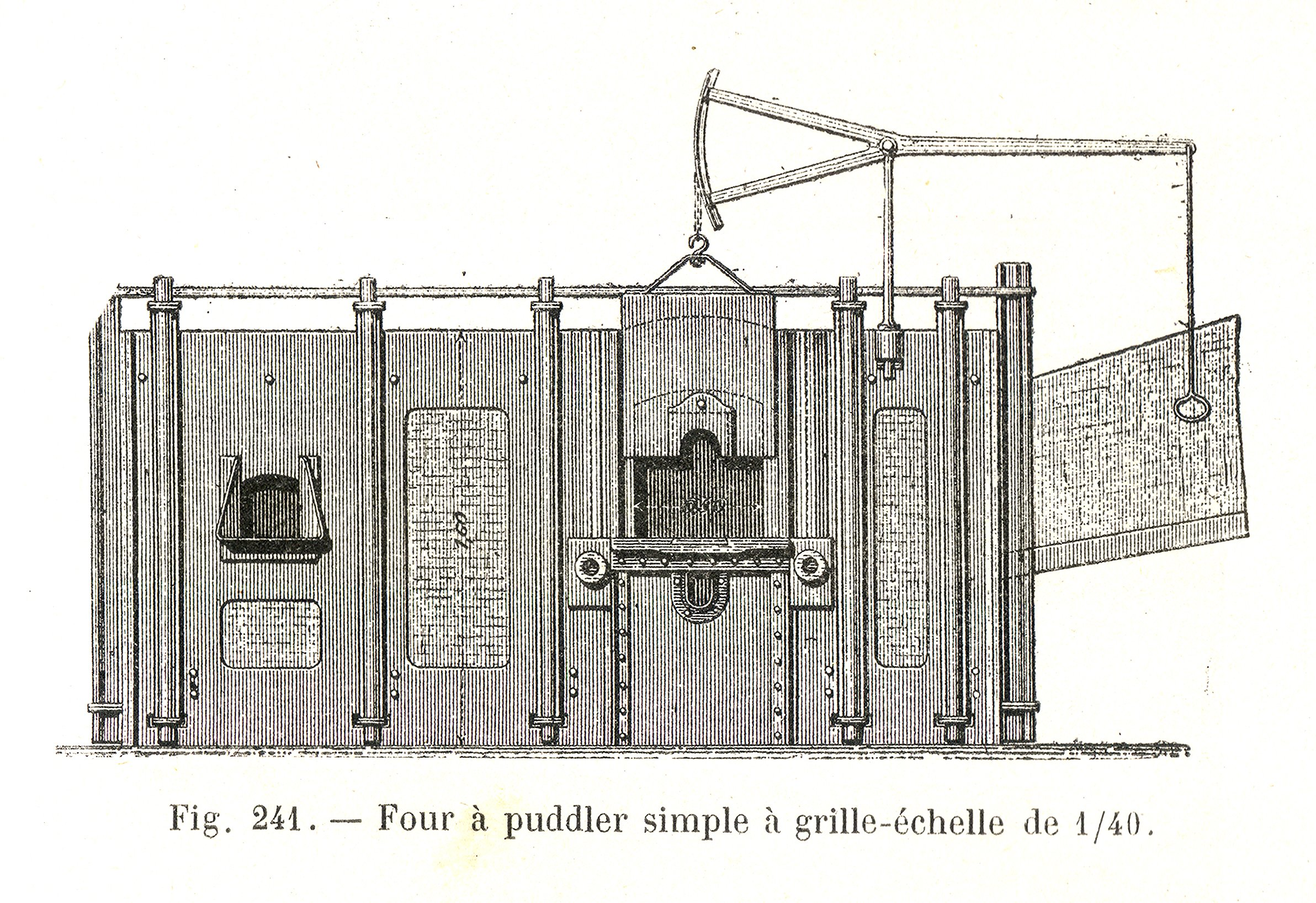
Пудлінгова піч. Зовнішній вигляд. 1895.

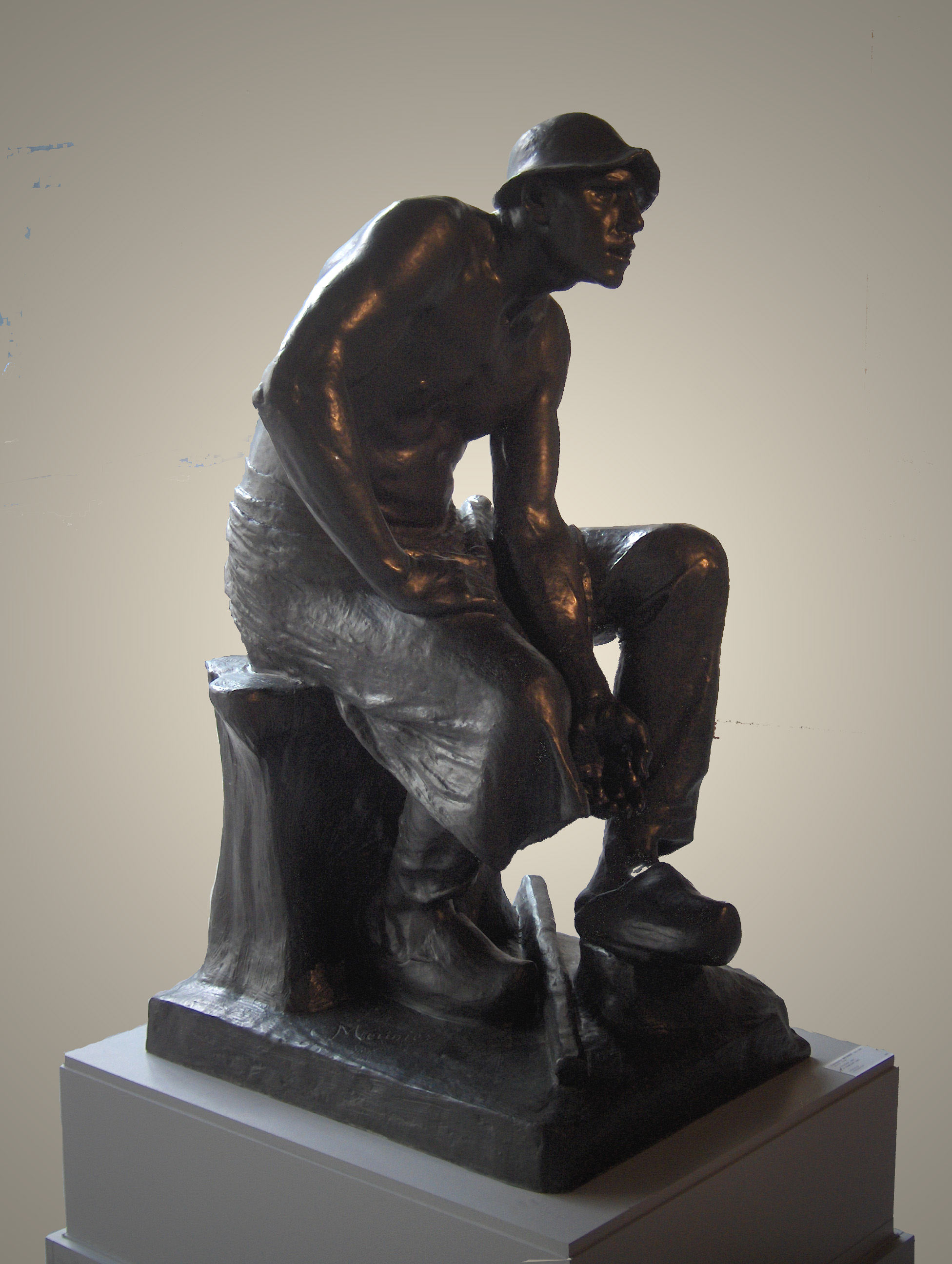
Пудлінгувальник. Скульптура К. Меньє.

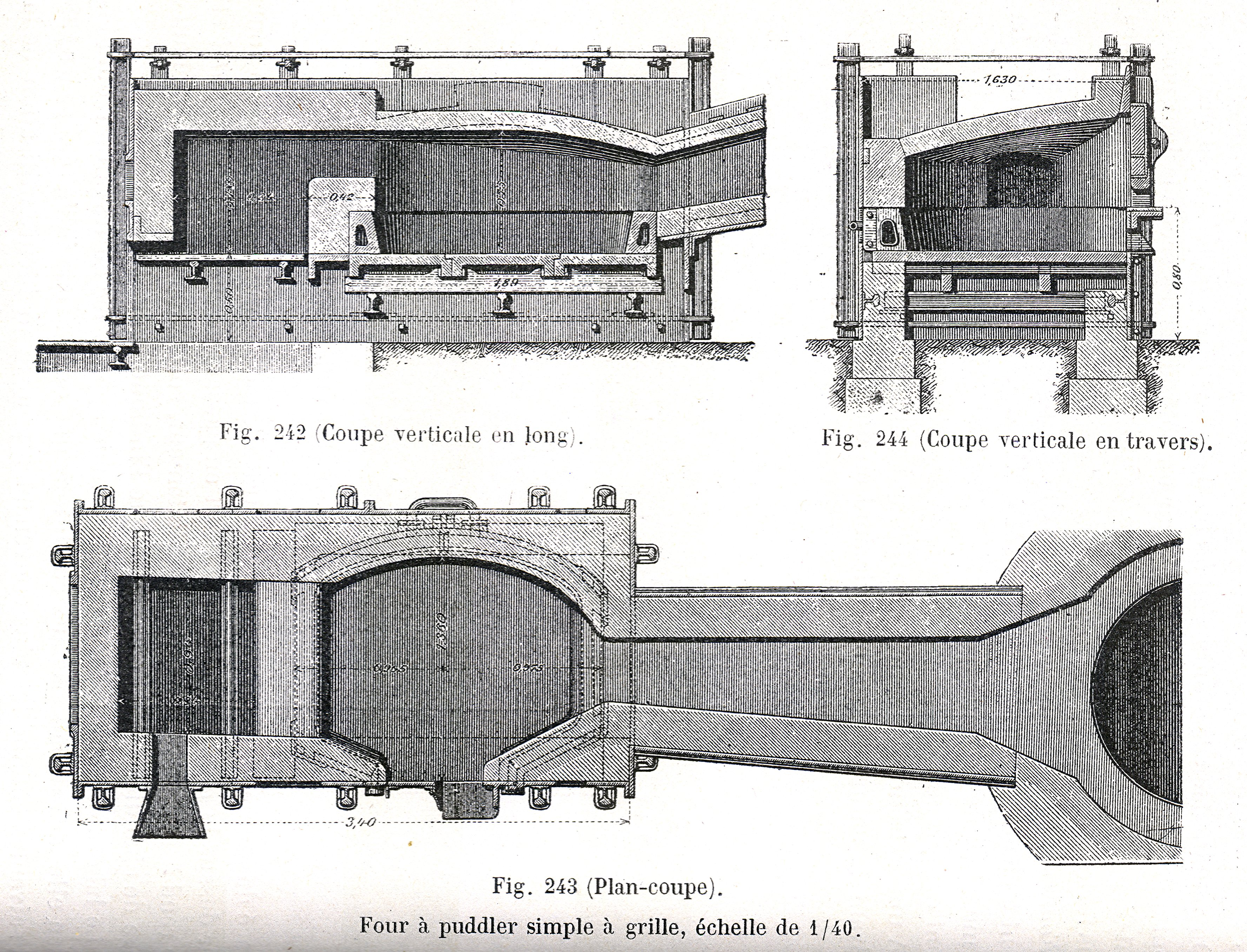

Пудлінгування (англ. puddling, від to puddle — перемішувати) — металургійний процес переділу чавуну в м'яке маловуглецеве ковке (зварне) залізо. За певних умов і дотримання певних способів переробки пудлінгуванням можна було одержати сталь.

## Загальний опис
Суть процесу полягає в наступному. На під пудлінгової печі завантажують чушки чавуну. Метал, що розплавився, і шлак, що знаходиться в печі, для збільшення поверхні контакту піддають перемішуванню (пудлінгуванню) металевими штангами. Невеликі грудочки заліза, що утворюються на череню печі, «накочують» на штангу в крицю (масою зазвичай 40–60 кг). На виході з пудлінгової печі отримують тістоподібну залізну крицю, яку проковують на молоті і направляють на операцію плющення. Пудлінгове залізо добре зварюється, пластичне, містить мало фосфору і сірки, неметалічних включень.
Пудлінгування — застарілий спосіб переробки чавуну в зварне залізо шляхом розплавлення в особливих полуменевих печах, витіснений досконалішими способами переділу чавуну (в сталь) — бесемерівським, томасівським і мартенівським, а також електроплавкою.
Пудлінгування є одним з найтяжчих у фізичному відношенні способів отримання сталі з чавуну. Пудлінгувальники працювали у тяжких умовах, перемішуючи залізним ломом розпечений розплав. По мірі перемішування у печі нарощувалася тістоподібна маса заліза, розплав ставав більш в'язким. На кінцевій стадії процесу пудлінгувальники довгими ломами розламували на шматки важку тістоподібну масу. Отримані шматки перемішували у печі, поки вони не зварювались. Процес повторювали кілька разів. Після цього розпечений метал діставали з печі і починали нову плавку. За 12-годинну зміну пудлінгувальник робив до 9 плавок.

## Історія
Вперше ідея перемішування й обдування повітрям розплавленого чавуну з'явилася в китайському трактаті «Хайнань-цзи» в 122 р. до н. е.
Технологічний процес пудлінгування розроблений в другій половині XVIII ст. у Англії Г. Кортом, який отримав патент 1784 року, вдосконаливши метод отримання заліза у відзеркалювальній печі, запропонований братами Кранеджі, патент 1766 р.
Пудлінгування майже ціле сторіччя було основним способом переробки чавуну на сталь, до виникнення конверторного і мартенівського способів виробництва сталі. Потім воно використовувалося ще кілька десятиліть паралельно з цими способами виробництва сталі.
У СРСР пудлінгування, будучи для XX століття абсолютно застарілим способом отримання сталі, використовувалося до 1930-х років.